# Severin von Lama
Severin von Lama (* 22. August 1883 in München; † 2. März 1978 in Innsbruck) war ein österreichischer Geistlicher, Gymnasial-Professor und Heiler.

## Familie
Er entstammte einer Tiroler Adelsfamilie; sein Vater war der Bibliograph Karl von Lama; einer seiner Brüder, Friedrich, wurde 1944 im Konzentrationslager ermordet. Sein Bruder Camill wurde auch Priester. Unter seinen Vorfahren war der sel. Franz von Poseides (1643–1713).

## Ausbildung und Werdegang
Er trat bei den Herz-Jesu-Missionaren (auch Hiltrup Missionare genannt) ein und wurde am 2. April 1909 in Paderborn zum Priester geweiht. Er wirkte als Gymnasiallehrer in der Schule seines Ordens in Liefering bei Salzburg.
Zusätzlich zum Schuldienst war er als Prediger, Exerzitienleiter und Beichtvater in Deutschland und Österreich tätig. Trotz eines innigen Verlangens nach der Missionsarbeit in Übersee wurde er nie außerhalb des deutschen Sprachraums eingesetzt. Seit den 1930er Jahren war er Exorzist.
Geologische Kenntnisse hatte er sich als Autodidakt angeeignet und war Berater für die Missionsausstellung 1925 im Vatikan. Er war von Botschaft und Sendung der Seherin Therese von Konnersreuth überzeugt und verfasste mehrere Artikel darüber.

## Heilungsgabe
Vor allem in der Zeit nach dem Zweiten Weltkrieg bis zu seinem Tod wurde Lama von zahlreichen Gläubigen aufgesucht wegen der Wirkung, die sie sich von seinen Gebeten erwarteten. Im Kloster der Herz-Jesu Missionare in Liefering und Innsbruck wurden mehrfache Zeugnisse über angebliche Heilungen schriftlich deponiert.

## Publikationen
- Segenbüchlein. Vom Segen und Fluch über Menschen und Vieh.
- Die Kronjuwelen von Mizar (Schülertheater), um 1923.
- Beiträge im Konnersreuther Jahrbuch 1928–1934.
- Zur „Kritik an Therese Neumann“, in: Klerusblatt (Salzburg), Jg. 84 (1951).
- Am tiefsten Quell: Mystik in Österreich, Wien 1964.